# Kikafell
Kikafell är ett berg i republiken Island. Det ligger i regionen Västfjordarna, 170 km norr om huvudstaden Reykjavík. Toppen på Kikafell är 610 meter över havet, eller 284 meter över den omgivande terrängen. Bredden vid basen är 5,6 km.